# Phú Lệ
Phú Lệ là một xã thuộc tỉnh Thanh Hóa, Việt Nam.
Được thành lập ngày 16 tháng 6 năm 2025 trên cơ sở các xã Phú Sơn, Phú Thanh, Phú Lệ của huyện Quan Hóa, xã Phú Lệ chính thức hoạt động từ ngày 1 tháng 7 năm 2025.

## Địa lý
Xã Phú Lệ nằm ở vùng cao phía tây bắc tỉnh Thanh Hóa, có vị trí địa lý:
- Phía đông giáp các xã Cổ Lũng, Pù Luông
- Phía nam giáp xã Phú Xuân
- Phía tây nam giáp các xã Hiền Kiệt, Nam Xuân
- Phía tây giáp xã Trung Thành
- Phía bắc giáp tỉnh Phú Thọ với một phần ranh giới được tạo bởi sông Mã.

Xã Phú Lệ có diện tích tự nhiên 139,50 km², quy mô dân số năm 2024 là 6.677 người, mật độ dân số đạt 48 người/km².

## Lịch sử
Sau năm 1954, Phú Lệ là một xã thuộc huyện Quan Hóa.
Ngày 29 tháng 2 năm 1988, Hội đồng Bộ trưởng ban hành Quyết định số 19/HĐBT (có hiệu lực kể từ ngày ban hành); xã Phú Lệ được chia thành 3 xã Phú Lệ, Phú Sơn, Phú Thanh.
- Xã Phú Lệ còn 6.130 ha và 2.700 người, gồm 4 chòm bản: Đuốm, Hang, Sại, Tân Phúc
- Xã Phú Sơn có 6.170 ha và 2.600 người, gồm 4 chòm bản: Chiềng, Khoa, On, Tai Giác
- Xã Phú Thanh có 6.180 ha và 2.500 người, gồm 6 chòm bản: Chắng, Đỏ, En, Páng, Trung Tân, Uôn.

Ngày 16 tháng 6 năm 2025, huyện Quan Hóa bị giải thể do bỏ cấp huyện; xã Phú Lệ được thành lập theo Nghị quyết số 1686/NQ-UBTVQH15 của Ủy ban Thường vụ Quốc hội trên cơ sở sáp nhập toàn bộ diện tích tự nhiên và quy mô dân số của 3 xã Phú Sơn, Phú Thanh, Phú Lệ từng thuộc huyện Quan Hóa. Xã này chính thức hoạt động từ ngày 1 tháng 7 năm 2025, là đơn vị hành chính trực thuộc tỉnh Thanh Hóa.

## Hành chính
Xã Phú Lệ có 15 bản. Dưới đây là danh sách các bản theo địa giới từng xã cũ:
| Mã    | Tên xã    | Hành chính | Hành chính                           |
| Mã    | Tên xã    | Số lượng   | Danh sách                            |
| ----- | --------- | ---------- | ------------------------------------ |
| 14878 | Phú Thanh | 6 bản      | Chăng, Đỏ, En, Páng, Trung Tân, Uôn  |
| 14884 | Phú Lệ    | 4 bản      | Đuốm, Hang, Sại, Tân Phúc            |
| 14887 | Phú Sơn   | 5 bản      | Chiềng, Khoa, Ôn, Suối Tôn, Tai Giác |